# 水曜新聞
水曜新聞（英語：Wednesday Journal，韓語：홍콩수요저널）於1995年創刊，為香港第一份韓文週報，創刊號於1995年3月15日發行。
此報免費派發於香港的韓國雜貨店、銀行或餐馆等，逢周三發行（水曜日即星期三）。水曜新聞以報道香港本地消息為主，消息大多引用自香港報章，另有韓僑社群、韓港關係消息以及由不同界別人士所寫之專欄。至於廣告方面則主要有與韓國有關企業，亦有其他分類廣告包括教會，補習班，興趣班及招聘廣告不等。
同時也曾在YouTube運營著面向韓語圈的網台“中國香港韓僑電視 K台”（韓語：홍콩한국방송 채널K）

## 網址
- 水曜新聞 （页面存档备份，存于）
- 水曜新聞舊網址 （页面存档备份，存于）